# Япар-Янбеково
Япар-Янбеково (баш. Яппар-Йәнбәк) — деревня в Давлекановском районе Республики Башкортостан Российской Федерации. Входит в состав Имай-Кармалинского сельсовета. 

## География

### Географическое положение
Расстояние до:
- районного центра (Давлеканово): 50 км,
- центра сельсовета (Имай-Кармалы): 11 км,
- ближайшей ж/д станции (Давлеканово): 50 км.

## Население
| 2002 | 2009 | 2010 |
| ---- | ---- | ---- |
| 117  | ↘89  | ↘79  |

### Национальный состав
Согласно переписи 2002 года, преобладающая национальность — башкиры (98 %).